# Mészáros Gyula (filmrendező)
Mészáros Gyula (Újpest, 1928. március 10. –) magyar filmrendező.

## Életpályája
1948-1951 között a Színház- és Filmművészeti Főiskola hallgatója volt. 1951-től szinkronrendező, majd a Mafilmnél volt asszisztens.
Játékfilmrendező, a tv-ben rövidfilmeket és sorozatokat készített.

## Filmjei

### Rendezőként
- Hintónjáró szerelem (1955)
- Gábor diák (1956)
- Ünnepi vacsora (1956)
- Keserű igazság (1956)
- Külvárosi legenda (1957)
- Csempészek (1958)
- Álmatlan évek (1959)
- Szombattól hétfőig (1959)
- Eskü (film) (1960)
- Kálvária (1960)
- Az ígéret földje (1961)
- Tücsök (1963)
- Egyiptomi történet (1963)
- Négy lány egy udvarban (1964)
- Karácsonyi ének (1964)
- Az első esztendő (1966)
- Bolondos vakáció (1968)
- Történelmi magánügyek (1969)
- Villa a Lidón (1971)
- Fuss, hogy utolérjenek! (1972)
- Csínom Palkó (1973)
- Árvácska (1976)
- A néma dosszié (1977) (forgatókönyvíró is)
- Küszöbök (1978)
- Megtörtént bűnügyek (1980)
- A Pogány Madonna (1980) (forgatókönyvíró is)
- A tenger (1982)
- Házasság szabadnappal (1984)

### Színészként
- Redl ezredes (1985)